# Britt Allcroft
Britt Allcroft, geboren als Hillary Mary Allcroft, (Worthing, 14 december 1943 – Los Angeles, 25 december 2024) was een Brits ondernemer die kinderprogramma’s maakte, zoals Thomas de stoomlocomotief en Shining Time station.

## Biografie
Allcroft had een eigen bedrijf genaamd de The Britt Allcroft Company, nu Gullane Entertainment Limited, dat ze in 2000 verliet. In 2002 is het bedrijf overgenomen door Hit Entertainment. Hit is nu onderdeel van Mattel.
In 2000 is een op Thomas de Stoomlocomotief en Shining Time station gebaseerde film uitgekomen genaamd Thomas and the Magic Railroad (Nederlands: Thomas en de magische spoorweg). De film speelt af op het fictieve eiland Sodor en bij Shining Time station.
Britt Allcroft overleed op 25 december 2024 op 81-jarige leeftijd, 11 dagen na haar verjaardag.
- Bibsys: 10048986
- Biblioteca Nacional de España: XX4740619
- Bibliothèque nationale de France: cb16230029p (data)
- CiNii: DA12860185
- Gemeinsame Normdatei: 1242819010
- International Standard Name Identifier: 0000 0001 1602 0020
- Library of Congress Control Number: no98129447
- Bibliotheek van het Japanse parlement: 00821510
- Nationale Bibliotheek van Tsjechië: xx0080571
- Nationale bibliotheek van Australië: 42122141
- Nationale Bibliotheek van Israël: 987007356650205171
- Nederlandse Thesaurus van Auteursnamen: 212638173
- Réseau des bibliothèques de Suisse occidentale: 02-A025808886
- SNAC: w6zt73xs
- Système universitaire de documentation: 251543692
- Virtual International Authority File: 18115288
- WorldCat: E39PBJvxqXhTjTdm8vM6Vm9Yyd